# دانيال جيرينت
دانيال جيرينت (مواليد 4 يونيو 1991) هو مبارز بالسيف فرنسي، مثّل بلاده في الألعاب الأولمبية الصيفية 2016.

## روابط خارجية
دانيال جيرينت على موقع الاتحاد الدولي للمبارزة (الإنجليزية)
- دانيال جيرينت على موقع الاتحاد الأوروبي للمبارزة (الإنجليزية)
- دانيال جيرينت على موقع اللجنة الأولمبية الدولية (الإنجليزية)
- دانيال جيرينت على موقع أوليمبيديا (الإنجليزية)
- دانيال جيرينت على موقع اللجنة الأولمبية الفرنسية (مؤرشف) (الفرنسية)